# Реконструктор (Краснодарский край)
Реконструктор — хутор в Ленинградском районе Краснодарского края Российской Федерации.
Входит в состав Новоуманского сельского поселения.

## География

### Улицы
- пер. Ближний,
- ул. Шевчука.

## Население
| 2002 | 2010 |
| ---- | ---- |
| 240  | ↘167 |